# El show del Pájaro Loco
El show del Pájaro Loco (en inglés: The Woody Woodpecker Show) es una serie de televisión estadounidense de dibujos animados con el Pájaro Loco como protagonista, acompañado de otros personajes de Walter Lantz como Andy Panda, Chilly Willy o el Inspector Willoughby. Producida por Walter Lantz Productions, la serie cambió su formato en varias ocasiones pero ha mantenido su popularidad durante casi cuatro décadas permitiendo al estudio seguir realizando dibujos animados hasta 1972, año en el que cerró. Los dibujos animados de Walter Lantz/Universal forman parte de la conciencia americana en la era dorada de la animación estadounidense. El show del Pájaro Loco fue nombrada la 88.ª mejor serie animada por IGN.

## Historia
Los propietarios de salas de cine en la década de 1950 pensaron que podían proyectar dibujos animados reeditados o dibujos sin animación en absoluto y que el público seguiría acudiendo. Pero debido a esta práctica, el negocio de dibujos animados en el cine estaba en declive y perdiendo dinero. En 1956 había sólo siete productoras de animación en el negocio realizando pequeños cortos y, para finales de la década, esta cifra se redujo a tres. Walter Lantz y su distribuidora, Universal Pictures, sabían que la única manera de hacer frente a los costes crecientes de nuevos cortometrajes era lanzar su producto en televisión. Norman Gluck, del departamento de cortometrajes de Universal llegó a un acuerdo con la Agencia Leo Burnett para lanzar algún producto de Lantz en televisión. Burnett gestionaba la entidad de cereales Kellogg y Lantz pronto se reunió con la gente de Kellogg para firmar el contrato. Lantz admitió que estaba trabajando sólo en el medio televisivo "por obligación" y que los "dibujos animados" para el cine pronto se extinguirían.
El show del Pájaro Loco debutó en ABC en la tarde del 3 de octubre de 1957. La serie se emitía una vez por semana, los jueves por la tarde, en sustitución de la primera media hora del programa acortado El club de Mickey Mouse. Lantz integró sus dibujos existentes con nuevas escenas de acción en vivo, dando al espectáculo una apariencia más moderna que satisfizo tanto a los espectadores como al propio Lantz. A los segmentos de acción en vivo y animación creados para el espectáculo, se les llamó "Un momento con Walter Lantz", y contaba con una sección informativa acerca del proceso de animación de sus "dibujos" y cómo los escritores inventaban historias y personajes. Las animaciones fueron dirigidas por Jack Hannah, que acababa de salir de los estudios Disney, donde había hecho secuencias similares para el show de Disney.
Después del primer año en la cadena ABC, El show de Pájaro Loco fue sindicado hasta 1966. La sección "Un momento con Walter Lantz" fue finalmente sustituida por "El noticiario de Woody" y "Alrededor del mundo con Woody", que utilizaba imágenes de los noticiarios de Universal y contó con la voz en off de Walter Lantz y el Pájaro Loco.
En 1970, el espectáculo volvió a aparecer en televisión, con 26 episodios adicionales montados por Lantz para la NBC. El show se emitió hasta el 2 de septiembre de 1972, año en el que se cerraron los estudios Walter Lantz Productions. El show volvió el 11 de septiembre de 1976, contando con dibujos animados creados desde 1940 hasta 1965. El show finalizó su emisión el 3 de septiembre de 1977. Las estaciones locales continuaron emitiendo El show de Pájaro Loco durante varios años más.
En 1984, Lantz vendió todo su material a MCA/Universal. Aunque Lantz continuó supervisando cómo Universal gestionaba sus personajes (para mercancía publicitaria, TV, vídeo doméstico, parques temáticos, artículos de edición limitada, etc), hasta su fallecimiento en 1994.
En 1987, MCA/Universal y The Program Exchange devolvieron el programa a la televisión con un nuevo paquete de 90 episodios. Este Show del Pájaro Loco ofrecía una revisión completa del formato del programa. Se habían retirado los noticiarios, las secciones "alrededor del mundo", y las escenas de acción en vivo con Walter Lantz, reemplazadas por viñetas conocidas como "miniaturas musicales" en las que se reproducían composiciones musicales nuevas sobre metraje de dibujos animados clásicos. Se añadió una nueva secuencia de apertura. Este programa contaba con los personajes del Pájaro Loco, Andy Panda, Chilly Willy, Smedley el perro, y el Inspector Willoughby junto a los némesis del Pájaro Loco, Buzz Buzzard, Gabby Gator, y Wally Walrus creando el caos en un pequeño pueblo. El especáculo normalmente consistía en dos episodios del Pájaro Loco, finalizando con otra animación de Lantz (normalmente Chilly Willy). La serie se emitió hasta 1997. Sobre esas fechas, Toons TV emitió El show del Pájaro Loco durante varios meses hasta que finalmente la serie desapareció de la televisión.
Después de que Toons TV retirara El show del Pájaro Loco, Universal decidió dar a la mayor parte de los personajes de Lantz un cambio de diseño. El rediseño condujo a El nuevo show del Pájaro Loco, que se emitió desde 1999 a 2002, con Billy West como la nueva voz del Pájaro Loco. El show se emitía los sábados por la mañana en Fox Kids y, hasta la fecha, es la última serie de El Pájaro Lóco.

## Medios domésticos
En la década de 2000, se puso a disposición por correo una serie de El Pájaro Loco en cintas de VHS y DVD a través de Columbia House. En cada DVD aparecen "dibujos animados", "Un momento con Walter Lantz" o secciones de noticiarios realizados entre 1957 y 1977 de El show del Pájaro Loco, aunque los volúmenes 11-15 difícilmente cuentan con "momentos" o "noticiarios". Sin embargo, a raíz de denuncias sobre censura motivadas por diversos cortes en los dibujos animados, la serie terminó después de quince volúmenes en lugar de los veinte previstos.
En 2007, Universal Studios Home Entertainment lanzó La colección de dibujos clásicos de El Pájaro Loco y sus amigos, que constaba de seis secciones de "Detrás de las escenas" sobre El show de Pájaro Loco y un episodio de 1964 de los dibujos animados "Spook-a-Nanny" como contenido extra. Al año siguiente, se lanzó el segundo volumen de dicha colección con doce secciones sobre "Detrás de las cámaras", y dos dibujos animados piloto, "El arma secreta" y "Los médicos de la selva" de El show de Pájaro Loco.

## Emisión
- 3 de octubre de 1957 - 25 de septiembre de 1958 (ABC)
- 1958 - 1966 (Sindicación)
- 12 de septiembre de 1970 - 2 de septiembre de 1972 (NBC)
- 11 de septiembre de 1976 - 3 de septiembre de 1977 (NBC)
- 1987 - 1997 (Sindicación)
- 1999 - 2004 (Fox Kids)
- 2004 - 2006 (Jetix)
- 2007 - 2009 (Teletoon)
- 2011 - 2015 (Teletoon Retro)

### Emisión internacional

#### Regiones
- Latinoamérica: Fox Kids, Jetix, Cartoon Network, Boomerang y TCM

#### Américas
Norteamérica
- Estados Unidos: ABC y NBC
- México: Canal 5
- Canadá: Teletoon

Sudamérica
- Argentina: Canal 7, Canal 9 Libertad, Telefe y El Trece
- Paraguay: Canal 13 RPC, Telefuturo, Unicanal y Latele
- Brasil: Rede Tupi, Rede Bandeirantes, TVS (TV Studios), TVS-SBT, Rede Globo y Rede Record
- Ecuador: Ecuavisa
- Venezuela: Venevisión
- Chile: Televisión Nacional de Chile
- Colombia: Caracol Televisión y Citytv
- Perú: Panamericana Televisión y América Televisión